# The Carmilla Movie
The Carmilla Movie es una película de terror y comedia canadiense de 2017 dirigida por Spencer Maybee, basada en la serie web del mismo nombre (2014-2016). Tanto la película como la serie son una adaptación de la novela gótica de 1872 Carmilla, del escritor irlandés Joseph Sheridan Le Fanu. La película recibió un estreno limitado en cines en Canadá el 26 de octubre de 2017.

## Sinopsis
La película es la continuación de los eventos presentados en la serie web Carmilla, cinco años después de finalizada la tercera temporada. En esta oportunidad, Laura y Carmilla deben buscar la ayuda de viejos amigos de la Universidad Silas para lidiar con una amenaza sobrenatural.

## Reparto

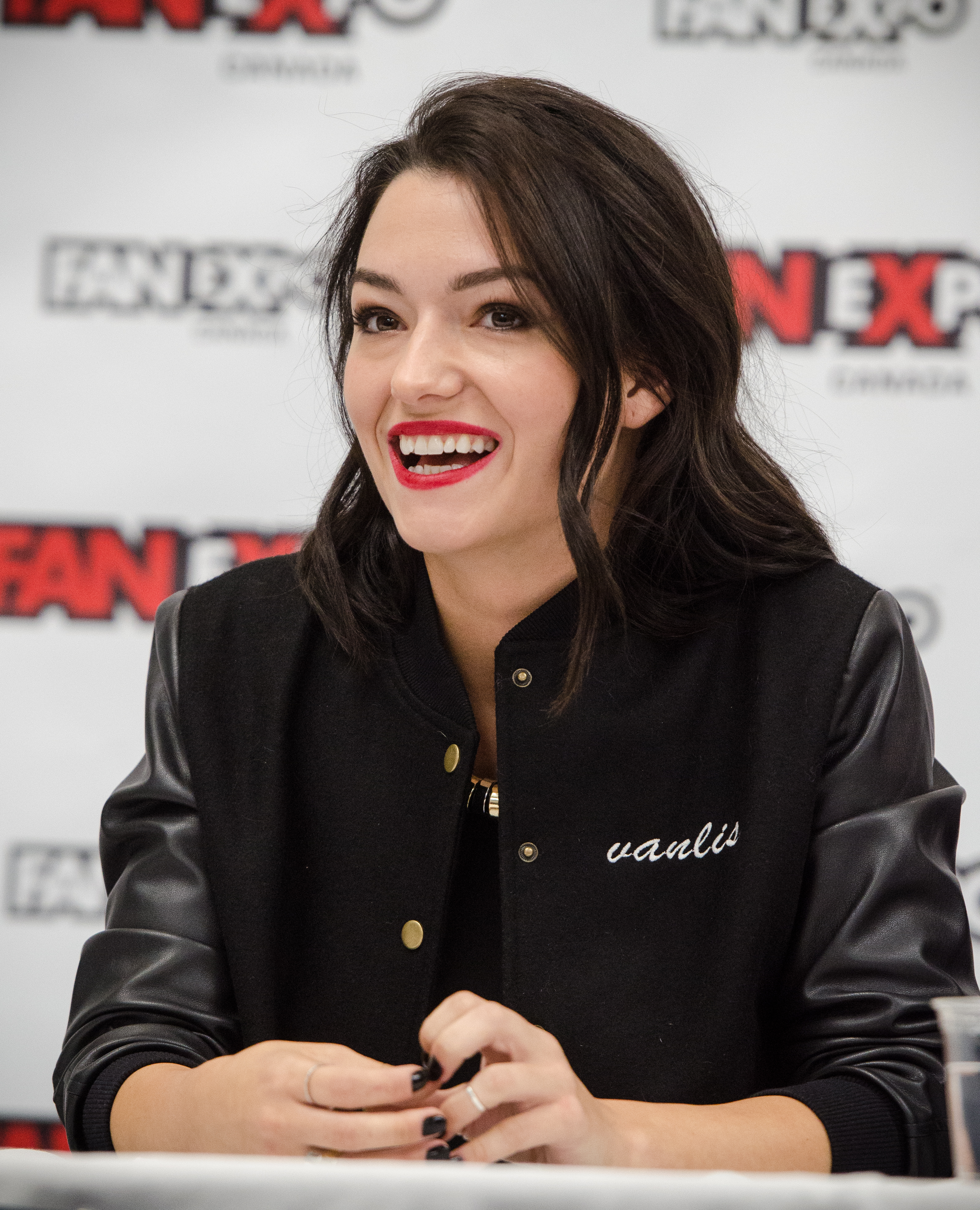
La actriz Natasha Negovanlis repitió su papel como Carmilla, el cual había interpretado en la serie web Carmilla (2014).

- Elise Bauman es Laura Eileen Hollis
- Natasha Negovanlis es Mircalla Karnstein
- Dominique Provost-Chalkley es Elle Sheridan
- Annie Briggs es Lola Perry
- K Alexander es S. Lafontaine
- Nicole Stamp es Melanippe Callis
- Grace Lynn Kung es Charlotte Bronte
- Cara Gee es Emily Bronte
- Matt O'Connor es Wilson Kirsch
- Sophia Walker es Matska Belmonde
- Sharon Belle as Danielle Lawrence

## Producción
La película se basa en la serie web canadiense Carmilla. Tanto la película como la serie son adaptaciones de la novela gótica de 1872 Carmilla, del irlandés Joseph Sheridan Le Fanu. En septiembre de 2017 se estrenó un tráiler de la película en la New York Comic Con. Aparte de los personajes que ya habían aparecido en la serie, la película introdujo uno nuevo: Ell, el primer amor de Carmilla, que fue interpretado por Dominique Provost-Chalkley. Aunque la serie web se presentaba en segmentos de cinco minutos vistos a través de la webcam de la protagonista, Laura Hollis, la película también muestra a los personajes cuando la cámara de Laura está desconectada.
Los actores Elise Bauman, Natasha Negovanlis, Annie Briggs, K Alexander, Nicole Stamp y Matt O'Connor, quienes participaron en el seriado, fueron confirmados para el reparto de la película, con la adición de Dominique Provost-Chalkley, Grace Lynn Kung y Cara Gee. Alejandro Alcoba y Jordan Hall fueron los encargados de escribir el guion.

## Rodaje y estreno
El filme se rodó en 14 días en junio de 2017 en Toronto y sus alrededores. El 30% de la financiación, que se hizo con menos de un millón de dólares, provino de la preventa de la película a través de la plataforma VHX a los fans.
The Carmilla Movie se estrenó en las salas de Cineplex Entertainment de todo Canadá durante una sola noche el 26 de octubre de 2017, y se estrenó en streaming a través de la red Fullscreen al día siguiente. Tuvo su estreno televisivo en el canal Hollywood Suite el 3 de enero de 2018, junto con la serie web completa en un maratón de 18 horas.

## Recepción
Amy Zimmerman, de The Daily Beast, destacó que la película no se centra en «hombres pálidos y sus aduladoras víctimas femeninas», sino en mujeres sáficas que no son «retratadas a través de estereotipos dañinos». Según Amy, «el equipo creativo de Carmilla evita activamente los tropos que han llegado a definir a las mujeres queer en la cultura pop». Jessica Oshanani, de Her Campus, opinó que la película es «increíble y merece la pena verla». Manifestó además que el reparto, que aporta a la película sus propias personalidades únicas, es uno de sus aciertos.
Peter Knegt de CBC.ca, afirmó que la película está pensada sobre todo para los fans de la serie web. Como no la había visto con anterioridad, le resultó difícil seguir la trama. También menciona que «no es sólo una película de vampiras lésbicas, sino todo un mundo dominado por personajes queer y/o femeninos», y que incluso tiene un personaje no binario en LaFontaine. Karly Ko, de Autostraddle, comentó que The Carmilla Movie era incluso mejor de lo que esperaba como fan de la serie web. Elogió al reparto y la descripción de las relaciones entre los personajes. Aja Romano, de Vox, opinó que el filme es interesante sobre todo para aquellos que se conforman con pasar unas horas viendo a dos hermosas mujeres que son felices la una con la otra en una sencilla y dulce historia de amor.